# 三木なずな
三木 なずな（みき なずな）は日本のライトノベル作家・漫画原作者。台湾生まれ、台湾育ちであり、母語は中国語（台湾国語）だが日本語で作家活動を行っている。日本推理作家協会員、日本漫画家協会員。

## 人物・経歴
両親ともに台湾人。弟の余書農は台湾プロ野球や日本の独立リーグチームでプレーした元プロ野球選手。ペンネームは水樹奈々のアナグラム。
台北市出身。芝浦工業大学大学院出身。
本人の語るところによると、高校生の頃から声優を目指すようになり、大学留学を機に2002年に来日した（日本語学校を経由して大学に入った）が、さまざまな事情から断念し、2004年からライトノベル作家を目指し始めたという。
2013年、『チェリッシュ! 妹が俺を愛しているどころか年上になった』を上梓して集英社スーパーダッシュ文庫よりデビュー。小説投稿サイトの小説家になろうで連載した作品が多数書籍化している。
作品の執筆にあたっては、メンタルが弱いからとエゴサーチや読者の感想は見ないため自分の評判、売上との一致は分かりかねるという。赤松健の提唱する楽しみ代（自分が作品を書いてると楽しいのは自らが楽しみ代を払っているため儲からず、読者を楽しませることを考えて書くと楽しみ代が自分に入ってくる、という理論）を極限まで拡大解釈して「自分が死ぬほどつまらないと思うもの」を書くようにしている。面白い作品を書くには、量をこなせばいくつかは人気が出ると考えている。
声優の村瀬歩と親交があり、村瀬が『竹内順子のTake a Chance ラジオ！』の第22回にゲスト出演した際は三木のことを「いつもニコニコしてて腰が低い」と言っており、竹内も「お辞儀はいつも九十度」と同調した。第25回放送にゲスト出演した相坂優歌も「物腰が柔らかく優しい」と発言していた。
2022年、『レベル1だけどユニークスキルで最強です』でテレビアニメ化が発表された。
2023年、『報われなかった村人A、貴族に拾われて溺愛される上に、実は持っていた伝説級の神スキルも覚醒した』でテレビアニメ化が発表された。
2024年、『没落予定の貴族だけど、暇だったから魔法を極めてみた』でテレビアニメ化が発表された。
2025年、『貴族転生 〜恵まれた生まれから最強の力を得る〜』でテレビアニメ化が発表された。

## 作品リスト

### メディアミックス化作品
- リアルでレベル上げしたらほぼチートな人生になった
  - 小説（HJノベルス刊、イラスト：魔太郎）
    1. ISBN 978-4-7986-0983-6（2015年3月20日）
    2. ISBN 978-4-7986-1048-1（2015年6月24日）

  - ボイスドラマ（A-koe、2016年1月22日配信開始、書き下ろしシナリオ[13][14]）

- マンガを読めるおれが世界最強 〜嫁達と過ごす気ままな生活〜
  - 小説（GAノベル刊、イラスト：わたあめ）
    1. ISBN 978-4-7973-8733-9（2016年5月13日）
    2. ISBN 978-4-7973-8858-9（2016年8月9日）
    3. ISBN 978-4-7973-8971-5（2016年11月12日）
    4. ISBN 978-4-7973-9093-3（2017年3月14日）

  - 漫画（水曜日はまったりダッシュエックスコミック連載[15]、漫画：わたあめ、コンテ：田京）

- レベル1だけどユニークスキルで最強です
  - 小説（Kラノベブックス刊、イラスト：すばち）
  - 漫画（水曜日のシリウス連載、シリウスKC刊、作画：真綿）

- くじ引き特賞：無双ハーレム権
  - 小説（GA文庫刊、イラスト：瑠奈璃亜） 
    1. ISBN 978-4-7973-8708-7（2016年4月14日）
    2. ISBN 978-4-7973-8855-8（2016年7月14日）
    3. ISBN 978-4-7973-8929-6（2016年10月15日）
    4. ISBN 978-4-7973-9001-8（2017年2月13日）
    5. ISBN 978-4-7973-9251-7（2017年5月15日）
    6. ISBN 978-4-7973-9329-3（2017年8月10日）
    7. ISBN 978-4-7973-9359-0（2017年12月14日）
    8. ISBN 978-4-7973-9668-3（2018年4月12日）
    9. ISBN 978-4-7973-9818-2（2018年7月14日）
    10. ISBN 978-4-7973-9880-9（2018年11月15日）
    11. ISBN 978-4-8156-0162-1（2019年4月15日）
    12. ISBN 978-4-8156-0310-6（2019年10月12日）
    13. ISBN 978-4-8156-0419-6（2020年3月13日）

  - 漫画（水曜日はまったりダッシュエックスコミック連載[16]、ヤングジャンプ・コミックス刊、漫画：長谷見亮）
    1. ISBN 978-4-08-891291-2 （2019年4月19日）
    2. ISBN 978-4-08-891419-0 （2019年9月19日）
    3. ISBN 978-4-08-891522-7 （2020年2月19日）
    4. ISBN 978-4-08-891775-7 （2020年12月18日）
    5. ISBN 978-4-08-892018-4 （2021年6月18日）
    6. ISBN 978-4-08-892239-3 （2022年2月18日）
    7. ISBN 978-4-08-892395-6 （2022年7月19日）
    8. ISBN 978-4-08-892713-8 （2023年3月17日）
    9. ISBN 978-4-08-892855-5 （2023年8月18日）
    10. ISBN 978-4-08-893434-1 （2024年10月18日）

  - ドラマCD（第7巻ドラマCD付き限定特装版付属、2017年12月14日発売、書き下ろし脚本[17]）

- チートを作れるのは俺だけ 〜無能力だけど世界最強〜
  - 小説（TOブックス刊、イラスト：黒野菜）
    1. ISBN 978-4-86472-620-7（2017年10月10日）
    2. ISBN 978-4-86472-657-3（2018年1月10日）

  - ボイスドラマ（A-koe、2018年1月12日配信開始、書き下ろしシナリオ[18][14]）

- 善人おっさん、生まれ変わったらSSSランク人生が確定した
  - 小説（ダッシュエックス文庫刊、イラスト：伍長）
    1. ISBN 978-4-08-631272-1（2018年10月25日）
    2. ISBN 978-4-08-631288-2（2019年1月25日）
    3. ISBN 978-4-08-631302-5（2019年4月24日）
    4. ISBN 978-4-08-631332-2（2019年9月25日）
    5. ISBN 978-4-08-631352-0（2020年1月24日）
    6. ISBN 978-4-08-631366-7（2020年5月22日）
    7. ISBN 978-4-08-631383-4（2020年9月25日）

  - 漫画（水曜日はまったりダッシュエックスコミック連載[19]、ヤングジャンプ・コミックス刊、漫画：ゆづましろ）
    1. ISBN 978-4-08-891382-7 （2019年9月19日）
    2. ISBN 978-4-08-891590-6 （2020年4月17日）
    3. ISBN 978-4-08-891712-2 （2020年11月19日）
    4. ISBN 978-4-08-892036-8 （2021年7月16日）
    5. ISBN 978-4-08-892207-2 （2022年1月19日）
    6. ISBN 978-4-08-892420-5 （2022年8月19日）
    7. ISBN 978-4-08-892653-7 （2023年3月17日）
    8. ISBN 978-4-08-893001-5 （2023年10月19日）
    9. ISBN 978-4-08-893261-3 （2024年6月19日）

- 俺はまだ、本気を出していない
  - 小説（ダッシュエックス文庫刊、イラスト：さくらねこ） 
    1. ISBN 978-4-08-631303-2（2019年4月24日）
    2. ISBN 978-4-08-631319-3（2019年7月25日）
    3. ISBN 978-4-08-631337-7（2019年10月25日）
    4. ISBN 978-4-08-631357-5（2020年3月25日）
    5. ISBN 978-4-08-631381-0（2020年8月25日）
    6. ISBN 978-4-08-631399-5（2021年1月25日）
    7. ISBN 978-4-08-631443-5（2021年11月25日）

  - 漫画（マンガUP!連載[20]、ガンガンコミックスUP!刊、漫画：リキタケ）
    1. ISBN 978-4-08-891382-7（2019年11月12日）
    2. ISBN 978-4-75-756603-3（2020年4月11日）
    3. ISBN 978-4-75-756790-0（2020年8月7日）
    4. ISBN 978-4-75-756986-7（2020年12月7日）
    5. ISBN 978-4-75-757236-2（2021年5月7日）
    6. ISBN 978-4-75-757448-9（2021年9月7日）
    7. ISBN 978-4-75-757615-5（2021年12月7日）
    8. ISBN 978-4-75-757951-4（2022年6月7日）
    9. ISBN 978-4-75-758290-3（2022年12月7日）

  - 漫画「俺はまだ、本気を出していないDX」（水曜日はまったりダッシュエックスコミック連載[21]、ヤングジャンプ・コミックス刊、漫画：二宮カク）
    1. ISBN 978-4-08-892737-4（2023年5月19日）
    2. ISBN 978-4-08-893005-3（2023年11月17日）
    3. ISBN 978-4-08-893203-3（2024年4月18日）
    4. ISBN 978-4-08-893408-2（2024年9月19日）

- 貴族転生 〜恵まれた生まれから最強の力を得る〜
  - 小説（GAノベル刊、イラスト：kyo）
  - 漫画（マンガUP!連載、ガンガンコミックスUP!刊、作画：華嶋ひすい、構成：栗元健太郎）

- 没落予定の貴族だけど、暇だったから魔法を極めてみた
  - 小説（TOブックス刊、イラスト：かぼちゃ）
  - 漫画（COMICコロナ→コロナEX連載、コロナ・コミックス刊、作画：秋咲りお）

- 報われなかった村人A、貴族に拾われて溺愛される上に、実は持っていた伝説級の神スキルも覚醒した
  - 小説（ダッシュエックス文庫刊、イラスト：柴乃櫂人）
  - ラジオドラマ（山口勝平のドラマティックRadio、2021年6月23日配信開始）

- 異世界最高の貴族、ハーレムを増やすほど強くなる
  - 小説（ダッシュエックス文庫刊、イラスト：へいろー）
    1. ISBN 978-4-08-631430-5（2021年7月21日）
    2. ISBN 978-4-08-631471-8（2022年5月25日）

  - 漫画（水曜日はまったりダッシュエックスコミック連載[22]、ヤングジャンプ・コミックス刊、漫画：木下さとし）
    1. ISBN 978-4-08-892456-4（2022年9月16日）
    2. ISBN 978-4-08-892592-9（2023年1月19日）
    3. ISBN 978-4-08-892859-3（2023年10月19日）
    4. ISBN 978-4-08-893343-6（2024年8月19日）

  - 漫画（コミックシーモア配信[23]、ウェブトゥーン、制作：アップクロス）

- S級ギルドを追放されたけど、実は俺だけドラゴンの言葉がわかるので、気付いたときには竜騎士の頂点を極めてました。
  - 小説（富士見ファンタジア文庫刊、イラスト：白狼）
    1. ISBN 978-4-04074-215-1（2021年08月20日）
    2. ISBN 978-4-04074-218-2（2021年12月18日）
    3. ISBN 978-4-04074-506-0（2022年4月20日）

  - 漫画（電撃コミックレグルス連載[24]、電撃コミックスNEXT刊、作画：ひそな）
    1. ISBN 978-4-04914-479-6（2022年6月27日）
    2. ISBN 978-4-04914-856-5（2023年1月27日）
    3. ISBN 978-4-04915-224-1（2023年8月25日）
    4. ISBN 978-4-04915-625-6（2024年3月27日）
    5. ISBN 978-4-04916-046-8（2024年10月25日）

### その他小説作品
- チェリッシュ！ 妹が俺を愛しているどころか年上になった
  - 小説（スーパーダッシュ文庫刊、イラスト：しゅがすく）
    - ISBN 978-4-08-630732-1（2013年3月22日）
- アキハバラ・ライターズ・カルテット（1） ISBN 978-4-8652-9097-4（2014年11月3日）
  - 小説（ぽにきゃんBOOKSライトノベルシリーズ刊、イラスト：さがら梨々）
    - ISBN 978-4-86-529097-4（2014年11月3日）
- 姫騎士とキャンピングカー
  - 小説（角川スニーカー文庫刊、イラスト：九韻寺51号）
    1. ISBN 978-4-04-103543-6（2015年8月29日）
    2. ISBN 978-4-04-103712-6（2015年9月30日）
- 学園都市構想リボルト
  - 小説（プロデュース担当、NOVELiDOL刊、著：文野はじめ、イラスト：典樹）
    - ISBN 978-4-7993-1772-3（2015年10月22日）
- 賢者の教室〜出席するだけでレベルアップ
  - 小説（アース・スターノベル刊、イラスト：なたーしゃ）
    - ISBN 978-4-8030-0914-9（2016年4月15日）
- 進め!たかめ少女高雄ソライロデイズ。 - ガンガンONLINE（2016年5月19日 - 2017年9月21日）
  - 小説（GA文庫刊、イラスト：初夏）
    - ISBN 978-4-7973-8446-8（2017年6月14日）
- 笑顔で魔力チャージ〜無限の魔力で異世界再生
  - 小説（ダッシュエックス文庫刊、イラスト：植田亮）
    1. ISBN 978-4-08-631124-3（2016年6月24日）
    2. ISBN 978-4-08-631130-4（2016年7月22日）
    3. ISBN 978-4-08-631151-9（2016年10月25日）
- なんでも一つだけかなう願いに「回数を無限にして」とお願いした結果
  - 小説（レッドライジングブックス刊、イラスト：転）
    - ISBN 978-4-8030-1030-5（2017年4月23日）
- ニューゲームにチートはいらない！
  - 小説（GA文庫刊、イラスト：なたーしゃ） 
    1. ISBN 978-4-7973-9235-7（2017年8月10日）
    2. ISBN 978-4-7973-9439-9（2017年12月14日）
    3. ISBN 978-4-7973-9633-1（2018年3月14日）
- スライムの皮をかぶったドラゴン 〜最弱のフリして静かに暮らしたい〜
  - 小説（GAノベル刊、イラスト：suke）
    1. ISBN 978-4-7973-9462-7（2018年3月14日）
    2. ISBN 978-4-7973-9694-2（2018年6月15日）
- 虐げられた救世主の俺は異世界を見捨てて元の世界で気ままに生きることにした
  - 小説（GAノベル刊、イラスト：sakiyamama）
    1. ISBN 978-4-7973-9735-2（2018年8月10日）
    2. ISBN 978-4-7973-9899-1（2018年11月15日）
- 信長転生 〜どうやら最強らしいので、乱世を終わらせることにした〜
  - 小説（GA文庫刊、イラスト：ぷきゅのすけ）
    1. ISBN 978-4-8156-1216-0（2021年11月12日）
    2. ISBN 978-4-8156-1217-7（2022年11月12日）
- 結婚を諦めたチート魔術師、溺愛する愛娘ができたので一緒に幸せになります
  - 小説（DREノベルス刊、イラスト：ox）
    - ISBN 978-4-4343-4291-2（2024年8月7日）

### その他漫画作品
- 転生ゴブリンだけど質問ある？
  - 漫画（となりのヤングジャンプ連載、ヤングジャンプ・コミックス刊、漫画：荒木宰）
    1. ISBN 978-4-08-891575-3（2020年6月19日）
    2. ISBN 978-4-08-891721-4（2020年11月19日）
    3. ISBN 978-4-08-891895-2（2021年5月19日）
    4. ISBN 978-4-08-892130-3（2021年11月19日）
    5. ISBN 978-4-08-892273-7（2022年4月19日）
    6. ISBN 978-4-08-892468-7（2022年10月19日）
    7. ISBN 978-4-08-892666-7（2023年4月18日）
    8. ISBN 978-4-08-892793-0（2023年8月18日）
    9. ISBN 978-4-08-893085-5（2024年1月18日）
    10. ISBN 978-4-08-893271-2（2024年6月19日）
    11. ISBN 978-4-08-893429-7（2024年11月19日）

- 転生した元奴隷、最強の貴族になって年上の娘と世界最強を目指します
  - 漫画（ガンガンONLINE（アプリ版先行配信）連載、ガンガンコミックスONLINE刊、漫画：棚橋なもしろ）
    1. ISBN 978-4-75-757372-7（2021年7月12日）
    2. ISBN 978-4-75-757629-2（2021年12月10日）
    3. ISBN 978-4-75-757923-1（2022年5月12日）
    4. ISBN 978-4-75-758205-7（2022年10月12日）
    5. ISBN 978-4-75-758665-9（2023年7月12日）

- 現代無双〜異世界で魔法を覚えて、現代で無双する〜
  - 漫画（ebookjapan連載、電子書籍のみ、漫画：森脇かみん）
    1. ASIN B09T2N47Q1（2022年2月25日）
    2. ASIN B0B4CS8RK9（2022年6月24日）
    3. ASIN B0BJV6LFBK（2022年10月28日）
    4. ASIN B0C3D1FM2R（2023年4月28日）
    5. ASIN B0CJBZ6BSV（2023年9月29日）
    6. ASIN B0D331Q3PD（2024年5月24日）
    7. ASIN B0DNSJLP65（2024年11月29日）

- 貴族次男の成り上がり〜魔法を極めて世界最強になった転生者〜
  - 漫画（ebookjapan連載、電子書籍のみ、漫画：葉山冬悟）
    1. ASIN B09T3612W8（2022年2月25日）
    2. ASIN B0BGGY6JLC（2022年9月30日）
    3. ASIN B0BZV5GRSB（2023年3月31日）
    4. ASIN B0CJC1VX5J（2023年9月29日）
    5. ASIN B0D3337832（2024年5月24日）
    6. ASIN B0DQPK453D（2024年12月27日）

- 老害レベル 異世界転生したら天誅し放題
  - 漫画（マンガUP!連載、ガンガンコミックスUP!刊、漫画：稲田アヤメ、ネーム構成：栗元健太郎）
    1. ISBN 978-4-75-759230-8（2024年6月7日）
    2. ISBN 978-4-75-759649-8（2025年2月6日）

- 皇帝の孫に転生する皇帝
  - 漫画（異世界ヤンジャン＆となりのヤングジャンプ連載、ヤングジャンプ・コミックス刊、漫画：おおもりあめ）
    1. ISBN 978-4-08-893249-1（2024年6月19日）
    2. ISBN 978-4-08-893365-8（2024年8月19日）

- 魔力ゼロだけど物理魔法で最強です
  - 漫画（ジャンプTOON連載[25]、ウェブトゥーン、脚本：春日康徳、キャラデザ・ネーム・作画：児玉直樹）

### その他脚本・シナリオ
- 蝉時雨の彼女達[26]
- 嫌な顔されながらおパンツ見せてもらいたい2 第6話 高山マリア